# Lymva
La Lymva (in russo Нившера?) è un fiume della Russia europea settentrionale, affluente di sinistra della Nivšera nel bacino della Dvina Settentrionale. Scorre nella Repubblica dei Komi, nei rajon Kortkerosskij e Ust'-Kulomskij.

## Descrizione
La Lymva è formata dalla confluenza dei fiumi Šadju e Bur"ël' ad un'altitudine di 134 m sul livello del mare. Dalla sorgente scorre a sud-ovest attraverso una zona boscosa, paludosa, scarsamente popolata; gira quindi a nord-ovest e scorre in questa direzione fino alla foce. Sfocia nella Nivšera a 54 km dalla foce a sud del villaggio di Nivšera ad un'altitudine di 101 m sul livello del mare. Ha una lunghezza di 105 km, il suo bacino è di 757 km².